# Edwin Soi
Edwin Cheruiyot Soi (ur. 3 marca 1986 w Kericho) – kenijski lekkoatleta, biegacz długodystansowy i przełajowy, brązowy medalista olimpijski z Pekinu w biegu na 5000 m. Dwukrotny drużynowy mistrz świata w biegach przełajowych.

## Sukcesy
| Rok  | Zawody                          | Miejsce   | Wynik       | Konkurencja                | Czas          |
| ---- | ------------------------------- | --------- | ----------- | -------------------------- | ------------- |
| 2006 | Mistrzostwa świata w przełajach | Fukuoka   |             | drużynowo (krótki dystans) | 11:06 min     |
| 2006 | Światowy Finał IAAF             | Stuttgart |             | bieg na 3000 m             | 7:39,25 min.  |
| 2006 | Światowy Finał IAAF             | Stuttgart |             | bieg na 5000 m             | 13:49,45 min. |
| 2007 | Mistrzostwa świata w przełajach | Mombasa   |             | drużynowo (długi dystans)  | 37:27 min.    |
| 2007 | Światowy Finał IAAF             | Stuttgart |             | bieg na 3000 m             | 7:48,81 min.  |
| 2007 | Światowy Finał IAAF             | Stuttgart |             | bieg na 5000 m             | 13:38,16 min. |
| 2008 | Letnie Igrzyska Olimpijskie     | Pekin     |             | bieg na 5000 m             | 13.06,22 min. |
| 2008 | Światowy Finał IAAF             | Stuttgart |             | bieg na 3000 m             | 8:03,55 min.  |
| 2008 | Światowy Finał IAAF             | Stuttgart |             | bieg na 5000 m             | 13:22.81 min. |
| 2009 | Światowy Finał IAAF             | Saloniki  |             | bieg na 5000 m             | 13:29,76 min. |
| 2010 | Puchar interkontynentalny       | Split     | 4. miejsce  | bieg na 5000 m             | 13:59,04      |
| 2012 | Halowe mistrzostwa świata       | Stambuł   |             | bieg na 3000 m             | 7:41,78       |
| 2012 | Igrzyska olimpijskie            | Londyn    | eliminacje  | bieg na 5000 m             | 13:27,06      |
| 2013 | Mistrzostwa świata              | Moskwa    | 5. miejsce  | bieg na 5000 m             | 13:29,01      |
| 2015 | Mistrzostwa świata              | Pekin     | 10. miejsce | bieg na 5000 m             | 13:59,02      |

## Rekordy życiowe
- bieg na 3000 m – 7:27,55 (2011) 10. wynik w historii, rezultat Soiego z 2008 (7:31,83) otwierał listy światowe w 2008
- bieg na 5000 m – 12:51,34 (2013)
- bieg na 10 000 m – 27:14,83 (2006)
- bieg na 3000 m (hala) – 7:29,94 (2012) 6. wynik w historii